# Koszmosz–110
A Koszmosz–110 (cirill betűkkel: Космос 110) Koszmosz műhold, a szovjet műszeres műhold-sorozat tagja, a hosszútávú űrrepülés hatásvizsgálatait segítő első űrbiológiai / űrélettani űrhajó.

## Küldetés
A biológiai kutatások 1951-ben kezdődtek, több rakétán kutyákat juttattak különböző magasságokba. A rakéták orr-részében elhelyezett, légmentesen zárt tartályok a röppálya tetőpontján leváltak, és a meghatározott szabadesést követően 4–8 kilométer magasságban a kinyíló ejtőernyő segítségével ereszkedtek le a Földre.
A Voszhod–2 problémás visszatérése után a Voszhod–3-at – amelynek a hosszú távú űrutazás hatásainak vizsgálata lett volna a célja – nem merték személyzettel indítani (a Voszhod-program befejeződött). Az élő szervezetre gyakorolt hatásainak vizsgálatára indított, módosított Voszhod típusú űrhajó volt, Koszmosz–110 sorozatszám alatt. Az eredeti kutatási programmal megegyező űreszköz, személyzetet (kutyák), ellátó- és ellenőrzőrendszert, az automatikus vezérlést biztosító berendezéseket, illetve a leszálló egységet tartalmazta.

### Kutatási program
- a súlytalanság hatása az élő szervezetre
- a biológiai ritmus eredete és sajátosságai
- a kozmikus sugárzás hatása az élőlényekre
- az élő szervezet alkalmazkodása a kozmikus körülményekhez

A kutyákkal folytatott kísérlet ezen program alatt volt a leghosszabb.
A kutyák a közel egy hónapos űrbéli tartózkodást követő földet éréskor legyengült állapotban voltak, izomzatuknak tíz nap kellett a regenerálódáshoz. Az űrutazás nehézségei után regenerálódtak és egészséges utódokat hoztak a világra.

## Jellemzői
Központi tervező iroda CKBEM <= Центральное конструкторское бюро экспериментального машиностроения (ЦКБЕМ)> (OKB-1 <= ОКБ-1>, most OAO RKK Energiya im. SP Korolev <= ОАО РКК Энергия им. С. П. Королёва> – Központi Kísérleti Gépgyártási Tervezőiroda). Az űrhajót kis átalakítással emberes programra, teherszállításra és mentésre (leszállásra) tervezték.
1966. február 22-én indították a bajkonuri űrrepülőtérről egy Voszhod (8K71) hordozórakétával és juttatták Föld körüli, közeli pályára. Az orbitális egység pályája 95,3 perces, elliptikus pálya.perigeuma 192 kilométer, apogeuma 879 kilométer volt. Hasznos tömege 5700 kilogramm.
1966. március 16-án 23 napos, aktív szolgálati idejét követően, földi parancsra belépett a légkörbe és hagyományos – ejtőernyős leereszkedés – módon visszatért a Földre.

## Személyzet
Vetyerok és Ugoljok nevű kutya.